# Liste des véhicules UNIC
Liste des véhicules Unic par date de fabrication

## Automobiles (1905-38)

### Automobiles Georges Richard & Cie (1905-06)

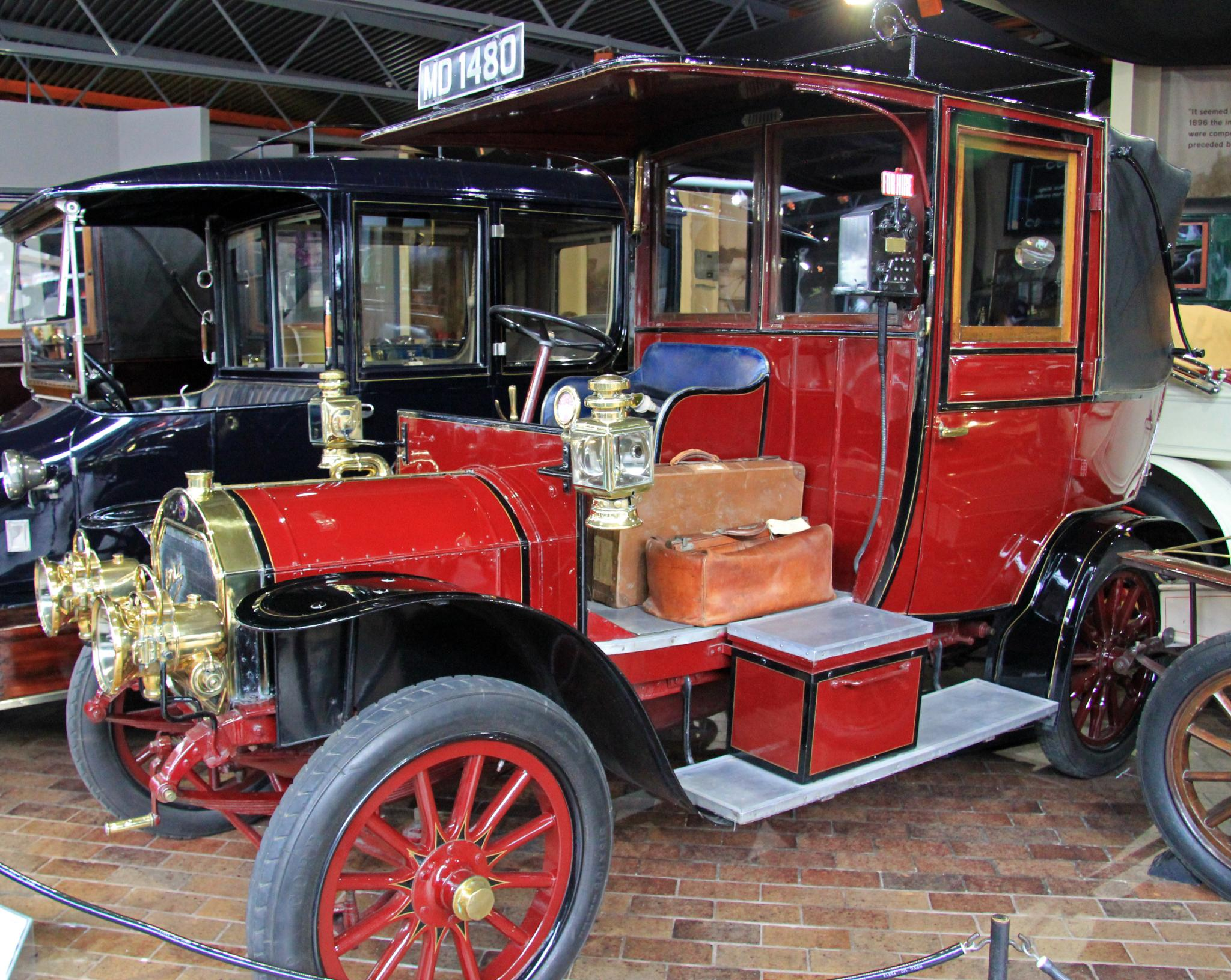
Unic Taxi 1906

- 1905 
  - A1
  - A2
  - B1

### Automobiles Unic SA (1906-1938)
- 1906
  - B2
  - C1
  - F1
  - D1 / automobile et dérivé omnibus

- 1914
  - M1A

- 1919
  - J3
  - M2E

- 1922
  - L1

- 1924
  - L1T
  - L3T

- 1927
  - L61

- 1928
  - L9
  - H1

- 1931
  - CD2 / première voiture équipée d'un moteur diesel.
  - U1

- 1933
  - H3

- 1934
  - U4
- 1935
- U6

- 1937
  - U4D

- 1938 : Juillet : fabrication de la dernière voiture Unic U4D[1].

Unic se consacre désormais à la seule fabrication de véhicules industriels.

## Camions Unic

### Unic S.A.
- 1922
  - L2D
  - M5C

### Unic dans le groupement Dalahaye/Donnet/Chenard & Walker/Unic (1927-1946)
- 1931
  - M9A

- 1932
  - CD 2 (1932-44)
  - CD 3 (1932-44)

- 1935
  - U4D
  - U6D

- 1937
  - Z 35 (1937-44)

- 1939
  - G 40 (1939-44)
  - G 50 (1939-44)
  - SU 75.4 M / première cabine avancée de la marque. Modèle pour l'armée

- 1941
  - S 75
  - G 50 M2

- 1944
  - ZU 55M

- 1945
  - G 20
  - SU 75.4 MN / cabine avancée. Modèle civil issu du 75.4 militaire de 1939
  - ZU 50 (1945-49)
  - ZU 55 (1945-47)

### Unic dans le groupeGFA(1946-51)
- 1946
  - SU 50
  - SU 55 M
  - ZU 70 / 70S (1946-49)
  - ZU 55 M

- 1949
  - SU 51 T
  - ZU 51 (1949-51)
  - ZU 71 / 71A (1949-51)

- 1950
  - SU 4.71T
  - SU 51 / 51A & AT (colonial) / 51T / 51V
  - ZU 61 (1950-51)
  - ZU 71 / 71A / 71ALV / 71S / 71T / 71ST

- 1951
  - ZU 51RV / 51RT
  - ZU 52 / 52T
  - ZU 61R / 61RV
  - ZU 62 (1951-52)
  - ZU 62R (1951-53)
  - ZU 71R / 71RT (1951-52)
  - ZU 72 / 72A / 72T (1951-53)

- 1952
  - ZU 35
  - ZU 51
  - ZU 52 / 52T / 52 AT (colonial)
  - ZU 53
  - ZU 63A / 62R (1952-
  - ZU 63 / 63T (1952-
  - ZU 72 / 72T

- 1953
  - ZU 35 / 35TA / 35TD (1953-1956)
  - ZU 101 Lautaret (1956) / 1er nom de col employé par Unic pour désigner une cabine

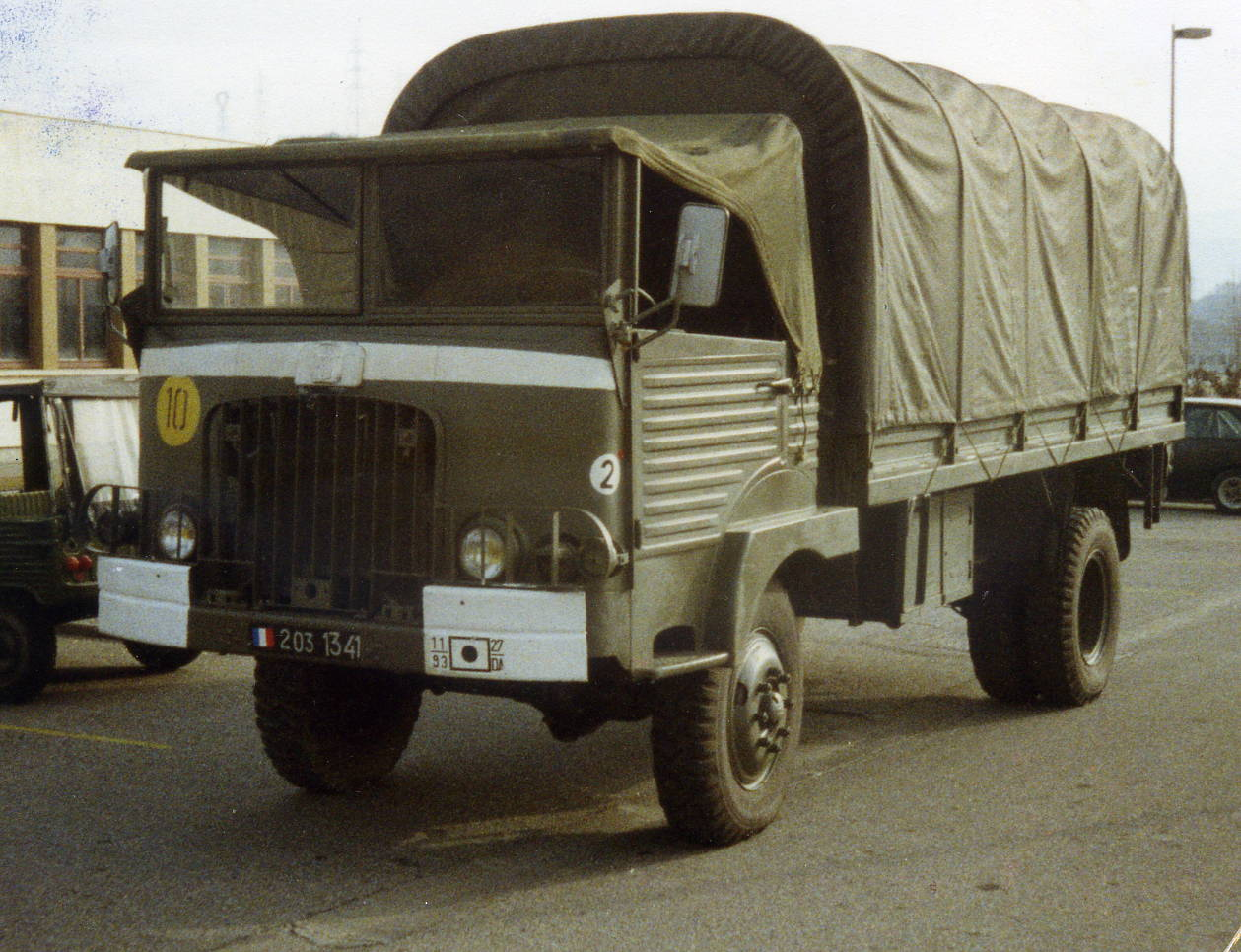
Simca Cargo

- 1954 : Simca-Unic rachète l'usine Ford France de Poissy en fin d'année. Les modèles automobiles Ford sont intégrés dans Simca (Vedette, Versailles, Chambord, Trianon, pour la gamme Ariane) et les camions dans Unic (Ford Cargo).
  - Simca Cargo
  - ZU 35 TA/TD
  - ZU 46
  - ZU 63 T
  - ZU 65 / 65T
  - ZU 72 R / 72RT
  - ZU 80 / 80T (Août 1954- Avril 55)
  - ZU 100 / 100T (Août 1954 - Avril 55)
  - ZU 120 (128 ex - Oct 1954 - Avril 55)
  - ZU 120T (Août 1954 - Avril 55)

- 1955
  - SF 30
  - ZU 35
  - ZU 121 Izoard (Avril 1955-59)
  - ZU 120T Izoard (Avril 1955-59)

- 1956 : Unic rachète Saurer France et intègre ses productions de camions.
  - ZU 46F (1956-
  - ZU 65R (1956-
  - ZU 81 (1956-
  - ZU 36 (1956-
  - ZU 81RA (1956-
  - ZU 102 Lautaret (1956-
  - ZU 66A Somport (1956-
  - ZU 66B Puymorens (1956-
  - ZU 81R Tourmalet (1956-

- 1957
  - ZS 7 Rhône
  - ZS 9 Rhône

### Unic Simca Industries (1958-68)
- 1960 : Unic importe et distribue en France les camions italiens OM
  - MZ 36 Donon - Saverne / camions avec cabine Saint Cloud sont des Fiat C40/C50N produits par Unic en France pour le marché intérieur et exportés sous la marque Fiat.

### Fiat France SA (1966-75)
- 1966 : Unic est officiellement intégré dans le groupe Fiat V.I..

- 1970 : Tous les nouveaux modèles reçoivent des cabines Fiat type "H".
  - Isoard T340 V8 (1970-74)
  - Vercors T10A-200R (1970-

- 1973 : Les calandres des camions sont ornées d'un nouveau logo FIAT-UNIC. Toutes les anciennes cabines Unic sont abandonnées. Les modèles Unic sont des camions italiens des gammes Fiat et OM rebadgés.

### Unic IVECO
Avec la création d'IVECO en 1975, Unic ne fabrique que des camions Fiat V.I. rebadgés.
- 1975
  - Vercors 11 A-160 / 11 A-200 / 12 A-200 / 13 A-200
  - Isoard 200 A2 / 220A / 270 A2 / 340A / 340A 6x4 / 340A 6x2/2
  - Unic 697
  - Unic 150
  - Unic 160
  - Unic 190
  - Unic 159
  - Unic 260 / 300

- 1985 : Arrêt de la fabrication de camions en France. L'usine de Bourbon-Lancy ne produira que des moteurs Fiat.

## Autobus
- Unic 314 (1962-77)
- Unic 315 (1978-90)
- Unic 343 (1967-78)
- Unic 370 (1976-85)
- Unic Lorraine (1981-93)

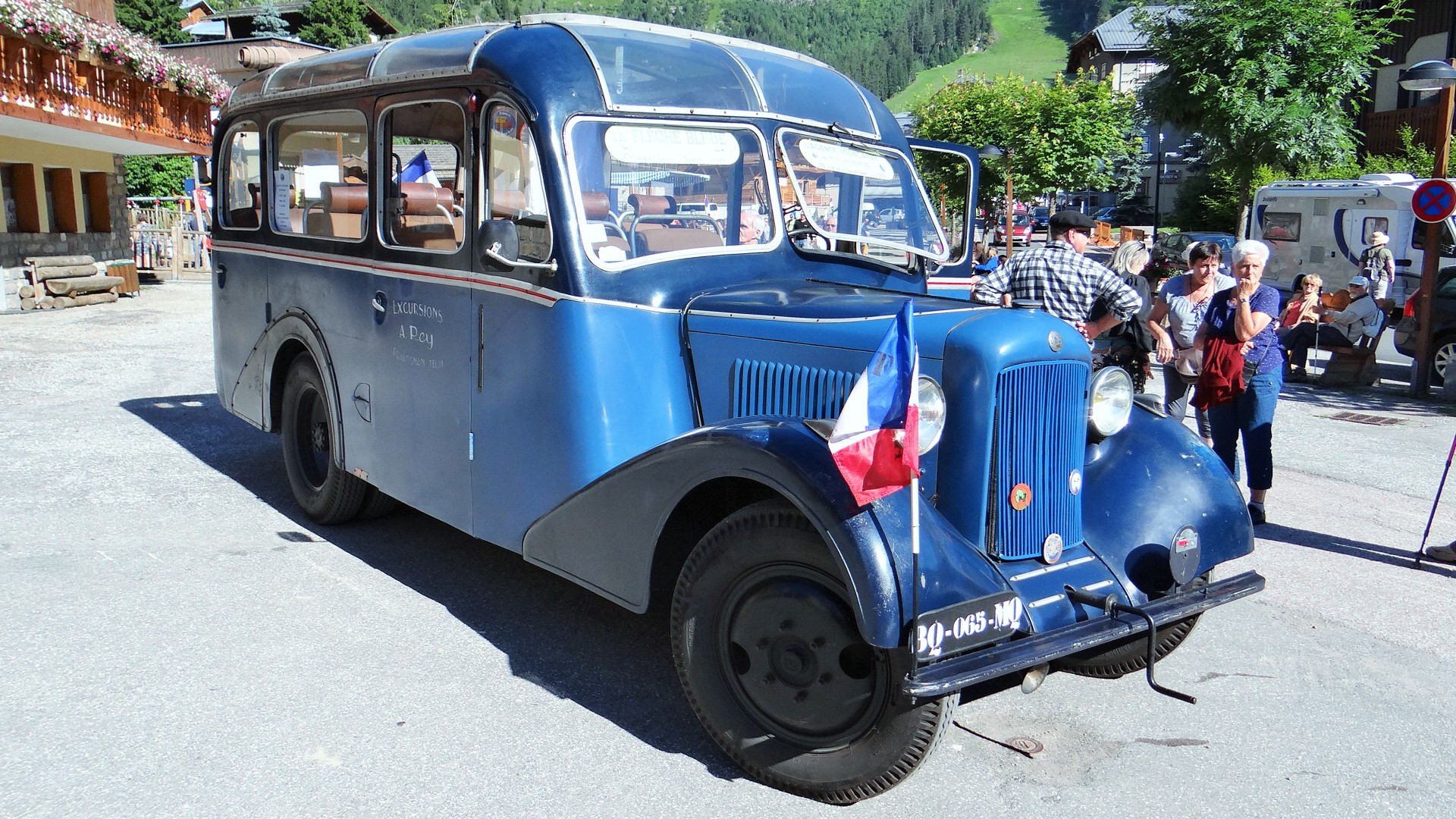
Autocar d'excursion UNIC 1937 L20

Après l'arrêt de la production du "Lorraine" en 1993, aucun autobus ne sera plus fabriqué en France.
En 1999, Iveco Europe et R.V.I. regroupent leurs divisions autobus pour créer Irisbus. En 2001, Iveco rachète les parts de RVI et devient le seul propriétaire d'Irisbus qui sera rebaptisé Iveco Bus le 24 mai 2013.
Tous les autobus français sont maintenant fabriqués dans l'usine d'Annonay et commercialisés sous la marque Iveco Bus.

## Matériel militaire

### Autochenille

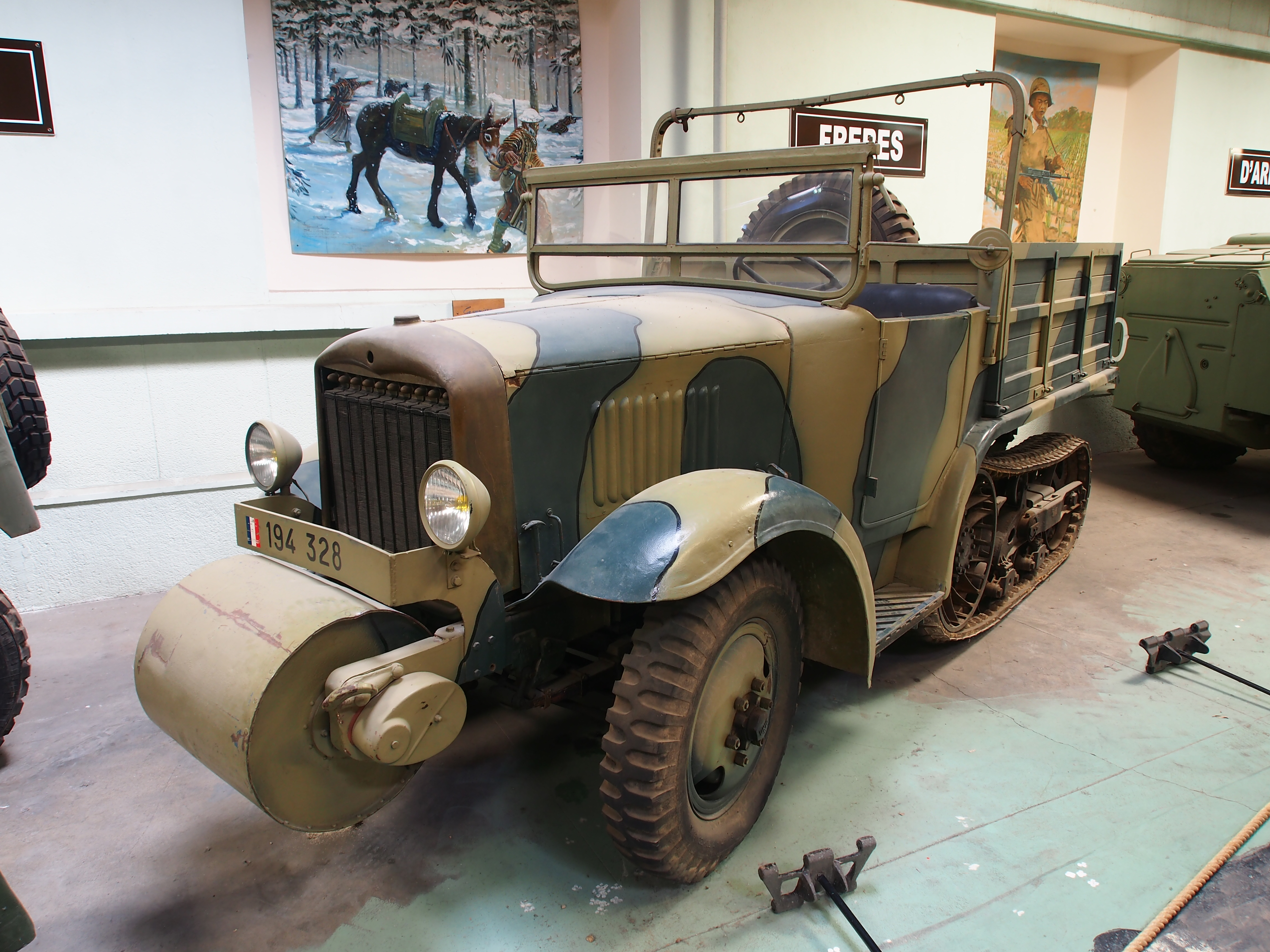
Autochenille Unic P107

- Kégresse P107 (3.276 ex / 1937-40)[2].
- Unic TU1 (236 ex / 1939-40)[3]

### Camion transport de troupes
- Simca Cargo (1955-1966) (ex Ford Cargo)
- Simca Marmon (1964-73)
- Unic XU 4x4 (1974)